# Мининс, Янис
Я́нис Ми́нинс (лат. Jānis Miņins; род. 15 августа 1980 года, Кулдига) — латвийский бобслеист, пилот сборной Латвии, бронзовый призёр чемпионата мира по бобслею 2009 года в экипажах четвёрок. Эта бронза является первой медалью чемпионатов мира в истории независимой Латвии.
В 2004 году стал двукратным чемпионом первенство мира в Кортине Д Ампеццо.
В 2008 году стал чемпионом Европы
На Кубке мира 2004—2005 дважды занимал 6-е место (на этапах в Кортина-д’Ампеццо и Винтерберге), заняв в общем зачете четверок 8 место (13-е место в двойках). В следующем сезоне Янис поднялся на 10-е место в зачёте экипажей двоек, но ухудшил показатели в четверках — 13-е место. В 2007 году Мининс вплотную приблизился к первой тройке, заняв 4-е место, а в следующих двух сезонах занимал 2-е места
В 2009 году был признан лучшим спортсменом года в Латвии.
Мининс участвовал в Олимпиаде 2006 года в Турине. Его экипаж двоек занял 6-е место, четверок — 10-е
В 2009 году установив новый мировой рекорд скорости 153.03км/ч экипаж Мининса завоевали победу в кубке мира на Олимпийсой трассе в Ванкувере явлаяась главными фаворитами на медаль в Олимпийских играх 2010.
Олимпиаду-2010 в Ванкувере Мининс пропустил из-за аппендицита.